# Bourgogne hautes-côtes-de-beaune
Le bourgogne hautes-côtes-de-beaune est un vin produit sur plusieurs communes à l'ouest du vignoble de la côte de Beaune.
Il s'agit d'une dénomination géographique au sein de l'appellation d'origine contrôlée bourgogne.

## Histoire

### Antiquité
L’édit de l'empereur romain Domitien, en 92 interdisait la plantation de nouvelles vignes hors d’Italie ; il fit arracher partiellement les vignes en Bourgogne afin d’éviter la concurrence. Mais Probus annula cet édit en 280.

### Moyen Âge
Dès le début du VIe siècle, l’implantation du christianisme avait favorisé l’extension de la vigne par la création d’importants domaines rattachés aux abbayes. En l'an 1395, Philippe le Hardi décida d’améliorer la qualité des vins et interdit la culture du gamay au profit du pinot noir dans ses terres. Enfin en 1416, Charles VI fixa par un édit les limites de production du vin de Bourgogne. En 1477, à la mort de Charles le Téméraire, le vignoble de Bourgogne fut rattaché à la France, sous le règne de Louis XI.

### Période contemporaine

#### XIXesiècle
Dans les décennies 1830-1840, la pyrale survint et attaqua les feuilles de la vigne. Elle fut suivie d'une maladie cryptogamique, l'oïdium. 
Arrivèrent deux nouveaux fléaux de la vigne. Le premier fut le mildiou, autre maladie cryptogamique, le second le phylloxéra. Cet insecte térébrant venu d'Amérique mit très fortement à mal le vignoble bourguignon. Après de longues recherches, on finit par découvrir que seul le greffage des cépages locaux sur des souches américaines permettait à la vigne de ne plus être aussi sensible au phylloxéra. 

#### XXesiècle
Le mildiou, il provoqua un désastre considérable en 1910. Apparition de l'enjambeur dans les années 1960-1970, qui remplace le cheval. Les techniques en viticulture et œnologie ont bien évolué depuis 50 ans (vendange en vert, table de triage, cuve en inox, pressoir électrique puis pneumatique etc.).
Par le décret du 4 août 1961, le nom de « Hautes Côtes de Beaune » (un nom plus favorisant que celui d'arrière-côte) peut être rajouté sur les étiquettes à la suite de celui de l'appellation bourgogne (sous la forme « Bourgogne Hautes Côtes de Beaune »), devenant ainsi avec le bourgogne hautes-côtes-de-nuits les deux premières dénominations géographiques de l'appellation régionale.

#### XXIesiècle
Avec la canicule de 2003, les vendanges débutèrent pour certains domaines cette année-là à la mi-août, soit avec un mois d'avance. Ces vendanges très précoces qui ne s'étaient pas vues depuis 1422 et 1865 d'après les archives. Le cahier des charges de la dénomination est celui de l'appellation bourgogne, modifié dernièrement en octobre 2009, puis en novembre 2011 et en décembre 2023.

## Vignoble
Cette dénomination géographique recouvre 24 communes de la Côte-d'Or et sept communes de Saône-et-Loire, le tout dans l'arrière-côte du vignoble de la côte de Beaune. Selon le service des Douanes, la superficie revendiquée en 2023 sous l'appellation est de 978 hectares, dont 735 ha pour produire du rouge, 242 ha pour du blanc et 0,3 pour du rosé.

### Aire de la dénomination
Liste établie d'après le cahier des charges :
- département de la Côte-d'Or : Baubigny, Bouze-lès-Beaune, Cormot-le-Grand, Échevronne, Fussey, Magny-lès-Villers (partie au sud du VC 4 d'Échevronne à Magny et à l'ouest du CD 115 c de Magny à Ladoix), Mavilly-Mandelot, Meloisey, Nantoux, Nolay (y compris Cirey-lès-Nolay), La Rochepot, Vauchignon ainsi que les portions de territoire limitrophe délimitées sur les communes d'Auxey-Duresses, Beaune, Meursault, Monthelie, Pernand-Vergelesses, Pommard, Saint-Aubin, Saint-Romain, Savigny-lès-Beaune et Volnay ;
- département de Saône-et-Loire : Change, Créot, Épertully et Paris-l'Hôpital, ainsi que les parties des communes de Cheilly-lès-Maranges, Dezize-lès-Maranges et Sampigny-lès-Maranges, situées à l'ouest du cours de la Dheune et à l'extérieur de l'aire délimitée de l'appellation d'origine contrôlée Maranges.

### Géologie et orographie
Le bourgogne-hautes-côtes-de-beaune est produit dans l'arrière-côte, sur des sols argilo-calcaires : ce sont souvent des formations marneuses, dont les pentes sont couvertes d'éboulis calcaires. Situé entre 280 et 450 mètres d'altitude.

### Climatologie
Le climat bourguignon est un climat tempéré océanique à légère tendance continentale. L'influence océanique se traduit par des pluies fréquentes en toutes saisons (avec néanmoins un maximum en automne et un minimum en été) et un temps changeant. L'influence semi-continentale se traduit par une amplitude thermique mensuelle plutôt élevée, se caractérisant par des hivers plus froids avec quelques chutes de neige, et des étés plus chauds que sur les littoraux, avec à l'occasion de violents orages. Les données climatiques de la station météo de Savigny-lès-Beaune (à 275 m d'altitude) ci-dessous en rendent compte.
En raison de l'actuel changement climatique, les vendanges sont souvent plus précoces de quelques jours (le débourrement, la floraison et la véraison de la vigne se faisant plus tôt).
| Mois                              | jan. | fév. | mars  | avril | mai  | juin  | jui.  | août  | sep.  | oct. | nov. | déc. | année |
| --------------------------------- | ---- | ---- | ----- | ----- | ---- | ----- | ----- | ----- | ----- | ---- | ---- | ---- | ----- |
| Température minimale moyenne (°C) | −1   | 0    | 2,6   | 5,5   | 9,2  | 13    | 14,7  | 13,9  | 11    | 7    | 3,4  | 0,9  | 6,8   |
| Température moyenne (°C)          | 2,8  | 4    | 7,7   | 11,6  | 14,9 | 18,3  | 20,5  | 19,5  | 16,8  | 11,4 | 6,5  | 4    | 11,4  |
| Température maximale moyenne (°C) | 5,8  | 8    | 12,7  | 17,7  | 20,6 | 24,7  | 27    | 26    | 22,7  | 16,4 | 10,2 | 7,1  | 16,6  |
| Ensoleillement (h)                | 24,3 | 60,3 | 112,5 | 139,1 | 155  | 162,3 | 164,5 | 182,4 | 144,9 | 73,4 | 29,9 | 17,4 | 1 266 |
| Précipitations (mm)               | 32,5 | 27,1 | 35,8  | 41,2  | 37,8 | 43,3  | 24,3  | 29,5  | 30,4  | 38,8 | 27   | 38   | 405,7 |

| Diagramme climatique                                  |        |             |             |             |            |            |            |            |           |           |          |
| J                                                     | F      | M           | A           | M           | J          | J          | A          | S          | O         | N         | D        |
| 5,8−132,5                                             | 8027,1 | 12,72,635,8 | 17,75,541,2 | 20,69,237,8 | 24,71343,3 | 2714,724,3 | 2613,929,5 | 22,71130,4 | 16,4738,8 | 10,23,427 | 7,10,938 |
| Moyennes : • Temp. maxi et mini °C • Précipitation mm |        |             |             |             |            |            |            |            |           |           |          |

### Encépagement
Les cépages utilisés pour produire les vins rouges sont le pinot noir, qui peut être complété par du chardonnay, du pinot blanc et du pinot gris (ces trois derniers limités ensemble à un maximum de 15 %) ; pour les vins blancs le chardonnay, le pinot blanc et le pinot gris (ce dernier limité à un maximum de 30 %) ; pour les vins rosés les pinot noir et pinot gris, qui peuvent être complétés par du pinot blanc et du chardonnay (ces deux limités à max. 10 %).
Le pinot noir est le cépage principal des vins rouges de l'AOC. Il est constitué de petites grappes denses, en forme de cône de pin composées de grains ovoïdes, de couleur bleu sombre. C'est un cépage délicat, qui est sensible aux principales maladies et en particulier au mildiou, au rougeot parasitaire, à la pourriture grise (sur grappes et sur feuilles), et au cicadelles. Ce cépage, qui nécessite des ébourgeonnages soignés, a tendance à produire un nombre important de grapillons. Il profite pleinement du cycle végétatif pour mûrir en première époque. Le potentiel d'accumulation des sucres est élevé pour une acidité juste moyenne et parfois insuffisante à maturité. Les vins sont assez puissant, riches, colorés, de garde. Ils sont moyennement tanniques en général.
Le chardonnay compose l'essentiel des vins blancs de l'AOC. Ses grappes sont relativement petites, cylindriques, moins denses que celles du pinot noir, constituées de grains irréguliers, assez petits, de couleur jaune doré. De maturation de première époque comme le pinot noir, il s'accommode mieux d'une humidité de fin de saison avec une meilleure résistance à la pourriture s'il n'est pas en situation de forte vigueur. Il est sensible à l'oïdium et à la flavescence dorée. Il débourre un peu avant le pinot noir, ce qui le rend également sensible aux gelées printanières. Les teneurs en sucre des baies peuvent atteindre des niveaux élevés tout en conservant une acidité importante, ce qui permet d'obtenir des vins particulièrement bien équilibrés, puissants et amples, avec beaucoup de gras et de volume.

### Méthodes culturales

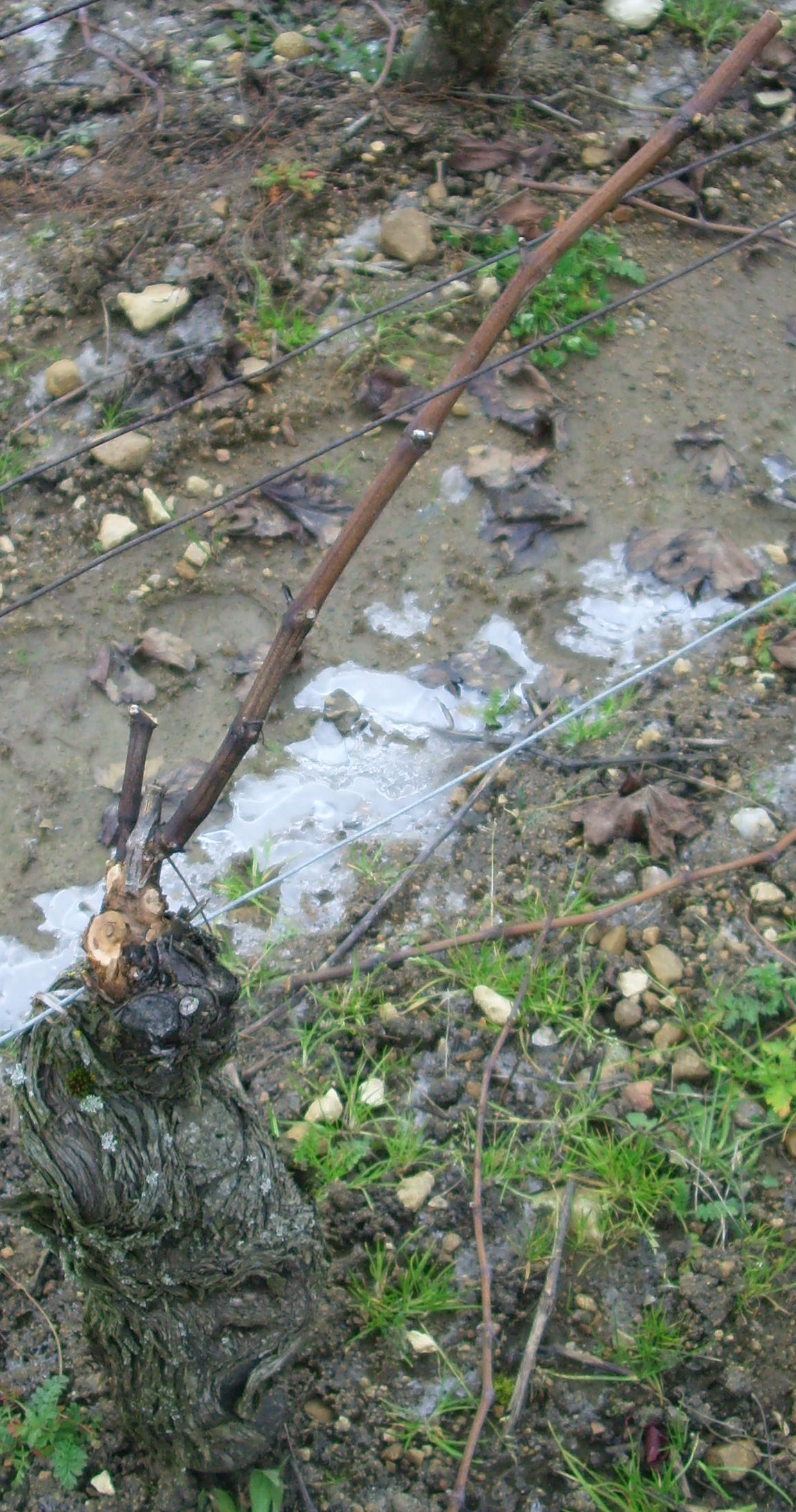
Pied de vigne taillé en Guyot simple.

#### Travail manuel
Ce travail commence par la taille, en « guyot simple », avec une baguette de cinq à huit yeux et un courson de un à trois yeux. Le tirage des sarments suit la taille. Les sarments sont enlevés et peuvent être brûlés ou mis au milieu du rang pour être broyés. On passe ensuite aux réparations. Puis vient le pliage des baguettes. Éventuellement, après le pliage des baguettes, une plantation de nouvelles greffes est réalisée. L'ébourgeonnage peut débuter dès que la vigne a commencé à pousser. Cette méthode permet, en partie, de réguler les rendements. Le relevage est pratiqué lorsque la vigne commence à avoir bien poussé. En général, deux à trois relevages sont pratiqués. La vendange en vert est pratiquée de plus en plus dans cette appellation. Cette opération est faite dans le but de réguler les rendements et surtout d'augmenter la qualité des raisins restants. Pour finir avec le travail manuel à la vigne, se réalise l'étape importante des vendanges.

#### Travail mécanique
L'enjambeur est d'une aide précieuse. Les différents travaux se composent du broyage des sarments, réalisé lorsque les sarments sont tirés et mis au milieu du rang. De trou fait à la tarière, là où les pieds de vignes sont manquants, en vue de planter des greffes au printemps. De labourage ou griffage, réalisé dans le but d'aérer les sols et de supprimer des mauvaises herbes. De désherbage fait chimiquement pour tuer les mauvaises herbes. De plusieurs traitements des vignes, réalisés dans le but de les protéger contre certaines maladies cryptogamiques (mildiou, oïdium, pourriture grise, etc.) et certains insectes (eudémis et cochylis). De plusieurs rognages consistant à reciper ou couper les branches de vignes (rameaux) qui dépassent du système de palissage. Des vendanges mécaniques se réalisant avec une machine à vendanger ou une tête de récolte montée sur un enjambeur.

### Rendements
Selon le cahier des charges de l'appellation, le rendement maximum doit être de 60 hectolitres par hectare pour le rouge/rosé et 66 pour le blanc, pouvant monter jusqu'au rendement butoir fixé à 66 hl/ha en rouge et 77 en blanc.

## Vins
Les données de production des années récentes, telles que publiées par les Douanes, sont :
| Année | hautes-côtes-de-beaune rouge | hautes-côtes-de-beaune rouge | hautes-côtes-de-beaune rouge | hautes-côtes-debeaune blanc | hautes-côtes-debeaune blanc | hautes-côtes-debeaune blanc |
| Année | superficie (ha)              | production (hl)              | rendement (hl/ha)            | superficie (ha)             | production (hl)             | rendement (hl/ha)           |
| ----- | ---------------------------- | ---------------------------- | ---------------------------- | --------------------------- | --------------------------- | --------------------------- |
| 2022  | 720                          | 36 777                       | 51                           | 224                         | 11 637                      | 52                          |
| 2023  | 735                          | 41 350                       | 56                           | 242                         | 13 878                      | 57                          |
| 2024  | 799                          | 18 979                       | 23                           | 252                         | 7 988                       | 31                          |

La production de bourgogne hautes-côtes-de-beaune rosé est anecdotique : sur seulement 33,9 ares pour 16,9 hl en 2023 ; et sur 28 ares en 2024.

### Titres alcoométriques volumique
| AOC                           | Rouge   | Rouge   | Blanc   | Blanc   | Rosé    | Rosé    |
| Titre alcoométrique volumique | minimal | maximal | minimal | maximal | minimal | maximal |
| AOC bourgogne                 | 10 %    | 13 %    | 10,5 %  | 13,5 %  | 10 %    | 13 %    |

### Vinification et élevage
Voici les méthodes générales de vinification de cette appellation. Il existe cependant des petites différences de méthode entre les différents viticulteurs et négociants.

#### Vinification en rouge
La récolte des raisins se fait à maturité et de façon manuelle ou mécanique. La vendange manuelle est le plus souvent triée, soit à la vigne soit à la cave avec une table de tri, ce qui permet d'enlever les grappes pourries ou insuffisamment mûres. La vendange manuelle est généralement éraflée puis mise en cuve. Une macération pré-fermentaire à froid est quelquefois pratiquée. La fermentation alcoolique peut démarrer, le plus souvent après un levurage. Commence alors le travail d'extraction des polyphénols (tanins, anthocyanes) et autres éléments qualitatifs du raisin (polysaccharides etc.). L'extraction se faisait par pigeage, opération qui consiste à enfoncer le chapeau de marc dans le jus en fermentation à l'aide d'un outil en bois ou aujourd'hui d'un robot pigeur hydraulique. Plus couramment, l'extraction est conduite par des remontages, opération qui consiste à pomper le jus depuis le bas de la cuve pour arroser le chapeau de marc et ainsi lessiver les composants qualitatifs du raisin. Les températures de fermentation alcoolique peuvent être plus ou moins élevées suivant les pratiques de chaque vinificateur avec une moyenne générale de 28 à 35 degrés au maximum de la fermentation. La chaptalisation est réalisée si le degré naturel est insuffisant : cette pratique est réglementée. À l'issue de la fermentation alcoolique suit l'opération de décuvage qui donne le vin de goutte et le vin de presse. La fermentation malolactique se déroule après mais est dépendante de la température. Le vin est soutiré et mis en fût ou cuve pour son élevage. L'élevage se poursuit pendant plusieurs mois (12 à 24 mois) puis le vin est collé, filtré et mis en bouteilles.

#### Vinification en blanc

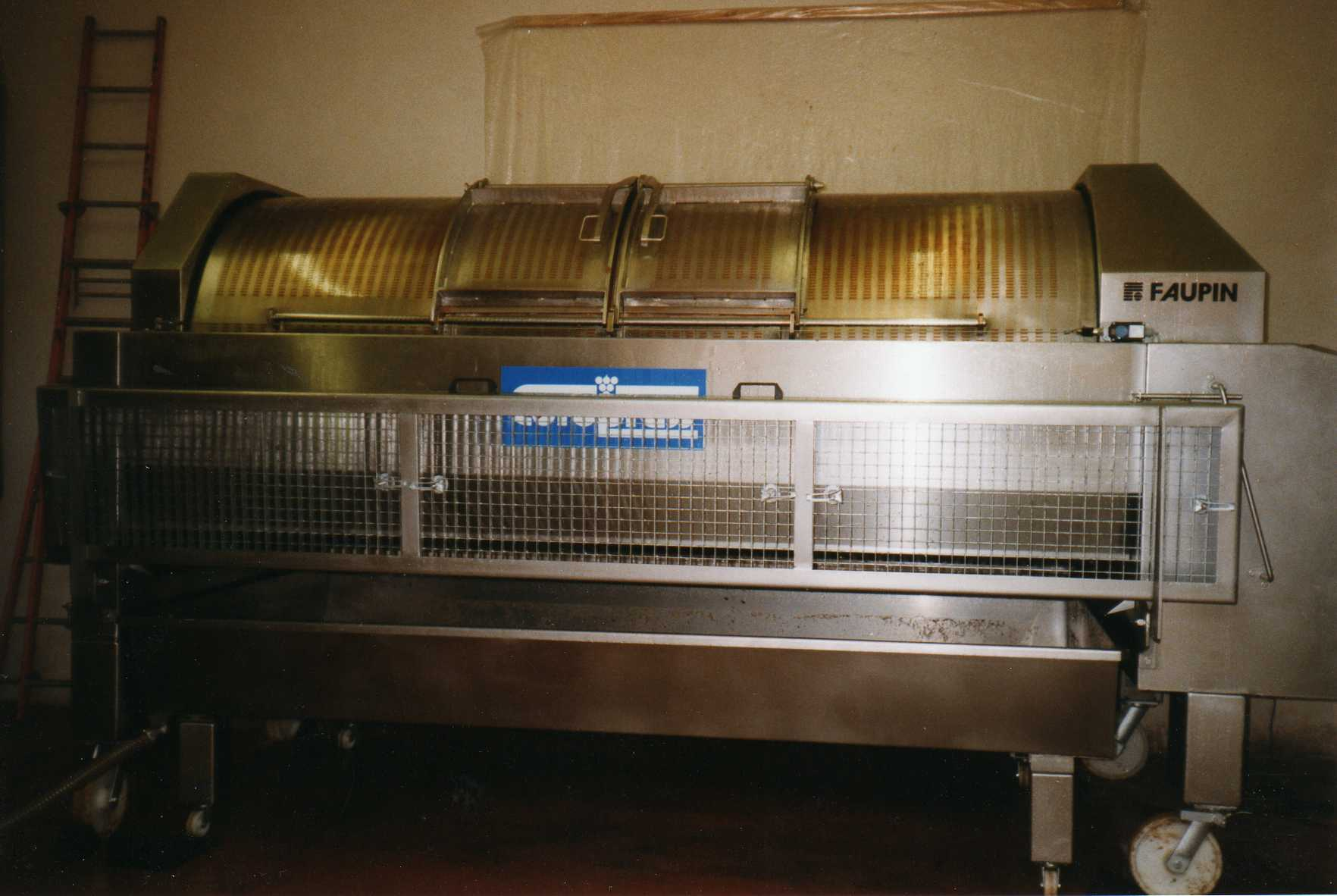
Pressoir pneumatique servant au pressurage

Comme pour le rouge, la récolte est manuelle ou mécanique et peut être triée. Les raisins sont ensuite transférés dans un pressoir pour le pressurage. Une fois le moût en cuve, le débourbage est pratiqué généralement après un enzymage. À ce stade, une stabulation préfermentaire à froid (environ 10 à 12 degrés pendant plusieurs jours) peut être recherchée pour favoriser l'extraction des arômes. Mais le plus souvent, après 12 à 48 heures, le jus clair est soutiré et mis à fermenter. La fermentation alcoolique se déroule avec un suivi tout particulier pour les températures qui doivent rester à peu près stables (18 à 24 degrés). La chaptalisation est aussi pratiquée pour augmenter le titre alcoométrique volumique si nécessaire. La fermentation malolactique est réalisée en Fûts ou en cuves. Les vins sont élevés « sur lies », en fûts, dans lesquels le vinificateur réalise régulièrement un « bâtonnage », c'est-à-dire une remise en suspension des lies. Cette opération dure pendant plusieurs mois au cours de l'élevage des blancs. À la fin, la filtration du vin est pratiquée pour rendre les vins plus limpides. La mise en bouteille clôture l'opération.

### Gastronomie

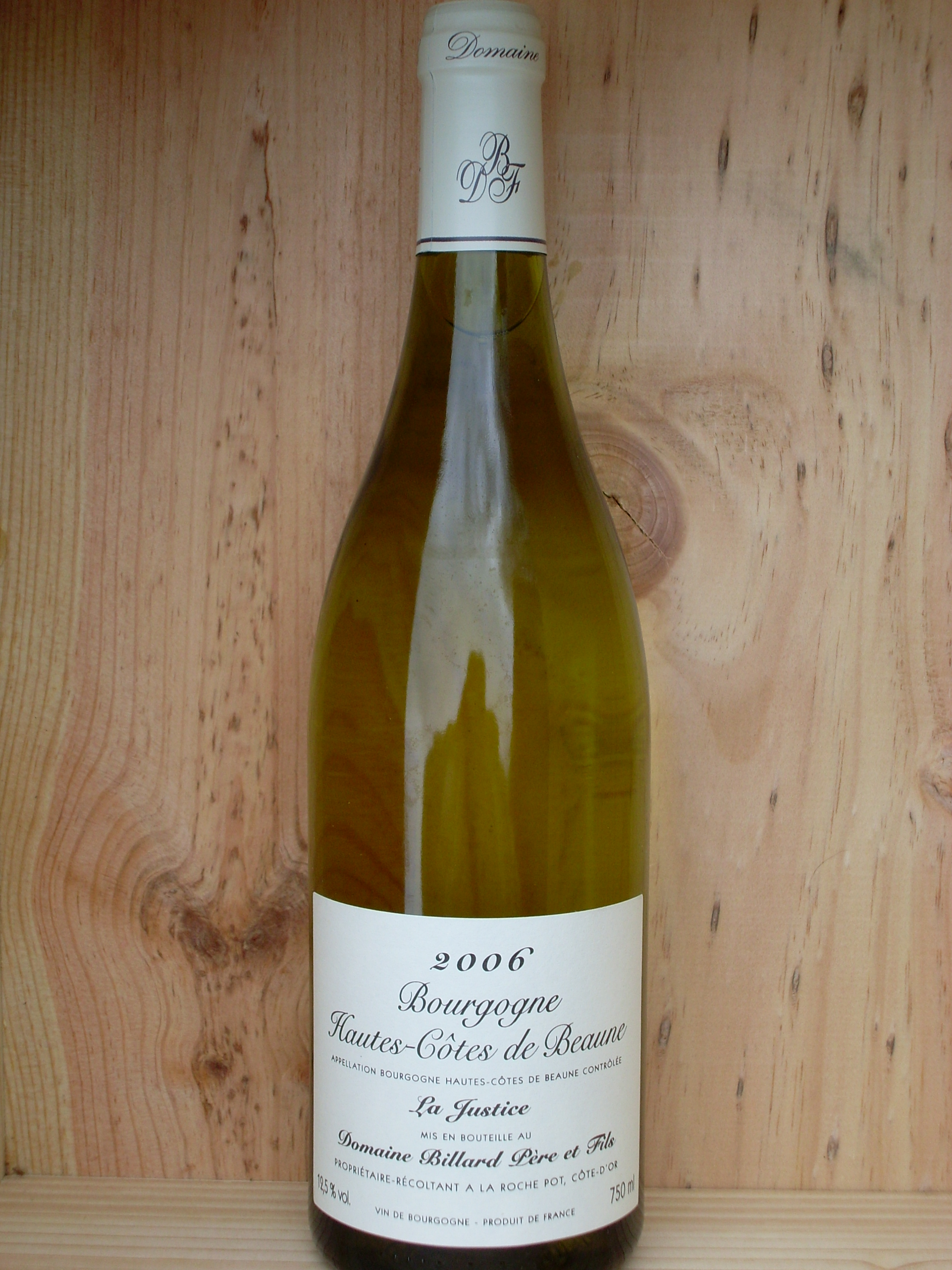
Bouteille de bourgogne hautes-côtes-de-beaune.

Vin rouge : arômes de fruits rouges (griotte, framboise), de réglisse, de cassis, de sous-bois, d'épices. Ferme, harmonieux, équilibré en bouche. S'accorde bien avec des viandes rôties, de l'agneau, du veau, du fromage doux … Se sert entre 14 et 16 degrés et se garde entre trois et cinq ans (+ pour les grands millésimes).
Vin blanc : arômes de fleurs blanches, de miel, de pain d'épices. Élégant, frais, moelleux en bouche. S'accorde bien avec des crustacés, du poisson… Se sert entre 10 et 13 degrés et se garde entre deux et cinq ans (+ pour les grands millésimes).

## Économie

### Structure des exploitations
Il existe des domaines de tailles différentes. Ces domaines mettent tout ou une partie de leurs propres vins en bouteilles et s'occupent aussi de le vendre. Les autres, ainsi que ceux qui ne vendent pas tous leurs vins en bouteilles, les vendent aux maisons de négoce.
Les maisons de négoce achètent leurs vins, en général, en vin fait (vin fini) mais parfois en raisin ou en moût. Elles achètent aux domaines et passent par un courtier en vin qui sert d'intermédiaire moyennant une commission de l'ordre de 2 % à la charge de l'acheteur.
Les caves coopératives et leurs apporteurs sont des vignerons. Ces derniers peuvent leur amener leurs récoltes, ou bien la cave coopérative vendange elle-même (machine à vendanger en général).

### Commercialisation
La commercialisation de cette dénomination se fait par divers canaux de vente : dans les caveaux du viticulteur ou de la cave coopérative, dans les salons des vins (vignerons indépendants, etc.), dans les foires gastronomiques, par exportation, dans les cafés, hôtels et restaurants (CHR), ainsi que dans les grandes et moyennes surfaces (GMS).